# Plasmón

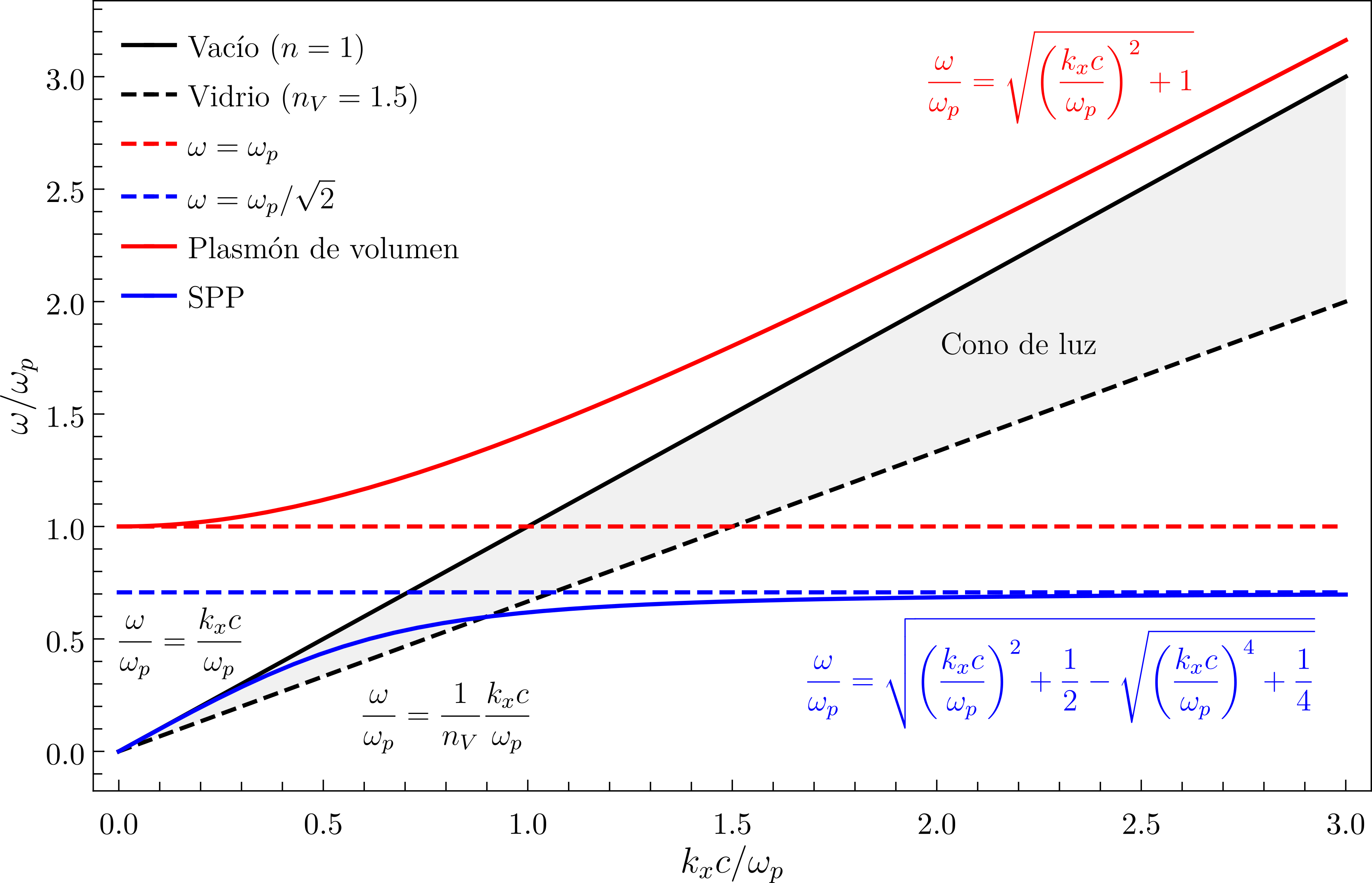
Relación de dispersión en términos de la frecuencia angular normalizada por la frecuencia de plasma, como función del parámetro adimensional (proyección perpendicular del vector de onda multiplicada por la velocidad de la luz y dividida por la frecuencia de plasma) de una onda plana monocromática en vacío (línea sólida negra), del plasmón de volumen (línea sólida roja) y del plasmón polaritón de superficie (línea sólida azul) para materiales con una función dieléctrica tipo Drude, considerando una interfaz entre estos materiales y el vacío. Para excitar a un plasmón polaritón de superficie es necesario cambiar el índice de refracción del medio dieléctrico que define una interfaz con el medio metálico, por ejemplo empleando un prisma para obtener una onda plana viajando en vidrio (línea punteada negra); la región sombreada delimita las frecuencias a las que el plasmón polaritón de superficie puede excitarse.

El plasmón es una cuasipartícula que, estudiado desde la Mecánica cuántica, corresponde un cuanto de oscilación del plasma, mientras que desde la Física clásica, describe al campo electromagnético producido por las oscilaciones colectivas de los electrones de conducción en un material. En un lenguaje más técnico, tanto en el caso cuántico, como en el clásico, los plasmones son oscilaciones de la densidad de electrones (interactuantes). Cuando un plasmón se acopla con la radiación electromagnética se genera otra cuasipartícula denominada plasmón-polaritón y este fenómeno ocurre a frecuencias características, que para materiales como el oro y la plata, se encuentran dentro del espectro visible.
Los plasmones se clasifican según el lugar donde sean excitados. Por un lado, si el  plasmón se genera dentro de un material metálico, se le denomina plasmón de volumen o de bulto, mientras que al ser excitado en la superficie del material, dependiendo de la geometría, se le considera un plasmón de superficie (para superficies planas que pueden considerarse infinitas) o un plasmón de superficie localizado (para superficies con un tamaño finito). La excitación de los plasmones de bulto puede realizarse experimentalmente con haces de electrones y los plasmones de superficie se excitan con ondas electromagnéticas, por lo que son plasmones-polaritones.

## Descripción
Los plasmones son explicados clásicamente usando el modelo de Drude de los metales. El metal es tratado como un cristal tridimensional de iones positivos, junto a un gas de electrones deslocalizado que se mueve en esta red de iones que forman un potencial periódico.
Los plasmones tienen un rol importante en las propiedades ópticas de los metales. La luz es reflejada cuando la frecuencia es inferior a la frecuencia de plasma, debido a que los electrones en el metal apantallan el campo eléctrico incidente. La luz de frecuencia superior a la frecuencia de plasma es transmitida, debido a que los electrones del metal no pueden responder tan rápidamente para poder apantallar el campo. En la mayoría de los metales, la frecuencia de plasma está en el ultravioleta, haciéndolos brillantes (reflectivos) en el rango de la luz visible. Algunos metales, como lo es el cobre o el oro, presentan transiciones electrónicas de bandas en el rango visible, por lo cual algunas longitudes de onda del visible (colores) son absorbidas, emitiendo su color característico. En semiconductores, la frecuencia de plasma de los electrones en la banda de valencia está usualmente en lo profundo del ultravioleta, razón por la cual son también materiales reflectivos. 
Usualmente, la energía del plasmón puede ser estimada en el modelo de electrón libre como
{\displaystyle E_{p}=\hbar {\sqrt {\frac {ne^{2}}{m\epsilon _{0}}}}}
donde {\displaystyle n} es la densidad de electrones de conducción, {\displaystyle e} es la carga elemental del electrón, {\displaystyle m} es las masa del electrón y {\displaystyle \epsilon _{0}} es la permitividad del espacio libre.

## Plasmones de superficie
Los plasmones de superficie son aquellos plasmones que están confinados a las superficies y que forman un polaritón cuando interactúan con la luz. Ocurren en la interfaz entre un dieléctrico y un metal. Permiten explicar las anomalías en la difracción de una red de difracción metálica (Anomalía de Wood) y también son útiles en la espectroscopia Raman de superficie entre otras aplicaciones. La resonancia de plasmones superficiales es utilizado en bioquímica para el estudio de mecanismos y la cinética de los enlaces entre los ligandos y los receptores ( i.e. el enlace entre un sustrato y una enzima).
Recientemente, los plasmones de superficie son usados para controlar los colores de los materiales, esto es posible debido a que la forma de la superficie controla el tipo de plasmones superficiales que se pueden acoplar y propagar a través de ella. Esto a su vez controla la interacción de la luz con la superficie. Estos efectos son fáciles de ver en los vitrales que adornan las catedrales medievales. En este caso, el color está dado por nanopartículas metálicas que interactúan con el campo óptico para dar al vidrio su color radiante. Estos efectos han sido manipulados para ser usados tanto en el rango visible como en las microondas.
Muchas investigaciones son adelantadas en el rango de las microondas porque es posible diseñar mecánicamente superficies materiales con patrones del orden de algunos pocos centímetros que son útiles para estas longitudes de ondas. En cambio, para crear plasmones superficiales en el rango óptico implica producir superficies con detalles menores a los 400 nm. Esto es mucho más difícil de construir y sólo ha sido posible de fabricar recientemente gracias a la nanotecnología.

## Posibles aplicaciones
Los plasmones son considerados como medios de transmisión de información en microprocesadores y chips de computadoras ya que pueden alcanzar altas frecuencias (de hasta 100 THz, mientras que los cables convencionales alcanzan las decenas de GHz). Los plasmones involucran movimientos rápidos de los electrones a través del sólido, pero la pérdida óhmica desaparece.
Los plasmones también son candidatos para ser usados en tecnologías de alta resolución ( i.e. litografía) y microscopía debido a sus reducidas longitudes de onda. Ambas aplicaciones han tenido demostraciones exitosas en diferentes laboratorios[cita requerida]. Además, los plasmones superficiales tiene la capacidad de confinar la luz en dimensiones muy reducidas, lo que les postula para muchas nuevas aplicaciones.
Los plasmones superficiales son muy sensibles a las propiedades de los materiales en que se propagan. Esto ha llevado a que sean usados en la medida del grosor de monocapas en películas de coloides. Compañías como Biacore han comercializado instrumentos que operan en estos principios. Plasmones superficiales ópticos son investigados para su uso en la producción de maquillajes entre otros usos.